# Piazza del Campo (album)
Piazza del Campo è un album dal vivo del gruppo musicale di rock progressivo italiano Premiata Forneria Marconi, pubblicato il 21 gennaio 2004. L'album è stato registrato il 29 agosto 2003 a Siena, in Piazza del Campo, nell'ambito della terza edizione della manifestazione La Città Aromatica. Del concerto è stata pubblicata una versione anche in DVD. L'esibizione della PFM ripercorre molti brani classici della discografia degli anni settanta del gruppo (Celebration, River of Life, Photos of Ghosts) e si avvale della partecipazione di Mauro Pagani e Piero Pelù (quest'ultimo appare solo nel DVD).

## Tracce
1. Rain Birth – 1:37 (Mussida, Premoli)
2. River of Life – 6:49 (Mussida, Premoli, Pagani, Sinfield)
3. Photos of Ghosts – 6:15 (Mussida, Premoli, Pagani, Sinfield)
4. La carrozza di Hans – 6:57 (Mussida, Pagani)
5. La luna nuova (Four Holes in the Ground) – 7:55 (Mussida, Premoli, Pagani, Sinfield)
6. Un giudice – 4:42 (Fabrizio De Andrè)
7. Mr 9 Till 5 – 5:11 (Mussida, Premoli, Sinfield)
8. Siena Violin Jam – 3:36 (Pagani, Fabbri, Mussida, Premoli, Djivas, Di Cioccio)
9. Rossini's William Tell Ouverture – 2:10 (G. Rossini)
10. È festa (Celebration) – 2:56 (Mussida, Pagani)
11. Se Le Brescion – 6:30
12. È festa (Celebration) Reprise – 2:21

## Formazione
- Franz Di Cioccio - batteria, percussioni e voce
- Patrick Djivas - basso
- Franco Mussida - chitarra, voce
- Flavio Premoli - tastiere, voce
- Lucio Fabbri - violino, tastiere e chitarra
- Mauro Pagani - violino, ottavino, flauto, voce
- Roberto Gualdi - batteria
- Quartetto Solis - archi
  - Luigi De Maio
  - Vincenzo Di Donna
  - Antonio Di Francia
  - Gerardo Morrone